# Middletown (New York)
Middletown je grad u američkoj saveznoj državi New York. Prema popisu stanovništva iz 2010. u njemu je živjelo 28.086 stanovnika.